# Johann Matthäus Meyfart
Johann Matthäus Meyfart (Jena, 9 novembre 1590 – Erfurt, 26 gennaio 1642) è stato un teologo e educatore tedesco.

## Carriera
Meyfart nacque a Jena, figlio di un ministro; studiò presso l'Università di Jena dal 1608, in primo luogo le arti liberali laureandosi nel 1603, poi in teologia presso l'Università di Wittenberg dal 1614. Insegnò dal 1617 al Gymnasium in Coburgo, e servì come rettore dal 1623.
Nel 1633 Meyfart fu nominato professore di teologia presso l'Università di Erfurt. Fu il rettore dell'università dal 1634 al 1636. Durante gli ultimi anni della sua vita fu ministro presso la Predigerkirche, dove fu sepolto.
Meyfart fu autore di inni come Jerusalem, du hochgebaute Stadt (Evangelisches Gesangbuch EG. 150), scritto nel 1626. Scrisse anche tra il 1629 e 1632 Christliche Erinnerung, An Gewaltige Regenten und Gewissenhafte Praedicanten, wie das abschewliche Laster der Hexerey mit Ernst auszurotten, aber in Verfolgung desselbigen auff Cantzeln und in Gerichtshaeusern sehr bescheidentlich zu handeln sey., pubblicato nel 1635.

## Opere principali
- Christliche Erinnerung…wie das abschewliche Laster der Hexerey mit Ernst ausszurotten. Erfurt 1635.
- Teutsche Rhetorica oder Redekunst. ed. Erich Trunz, Tübingen 1977. (Deutsche Neudrucke, Reihe Barock 25; nuova edizione)
- Tuba novissima, das ist, von den vier letzten Dingen. ed. Erich Trunz, Tübingen 1979. (Deutsche Neudrucke, Reihe Barock 26, 1626)
- Tuba poenitentiae prophetica, Das ist Das dritte Capitel des Bußpropheten Jonae in fünff unterschiedlichen Predigten. Coburg 1626.
- De disciplina ecclesiastica. 1633.
- Christliche Erinnerungen von der auß den Evangelischen Hohen Schulen in Teutschland … entwichenen Ordnungen und Erbaren Sitten bey diesen elenden Zeiten eingeschleppten Barbareyen. Schleusingen 1636.
- Mellificium oratorium. three volumes, Leipzig 1628, 1633, 1637.